# Waterpolo op de Europese Spelen 2015
Waterpolo is een van de sporten die beoefend werden tijdens de Europese Spelen 2015 in Bakoe, Azerbeidzjan van 12 tot en met 21 juni.

## Programma
Er werd bij het waterpolo in een sportdisciplines in twee onderdelen om de medailles gestreden, gelijk verdeeld over mannen en vrouwen.
| juni 2015 | vr 12 | za 13 | zo 14 | ma 15 | di 16 | wo 17 | do 18 | vr 19 | za 20 | zo 21 | Tot. |
| --------- | ----- | ----- | ----- | ----- | ----- | ----- | ----- | ----- | ----- | ----- | ---- |
| Waterpolo | *     | *     | *     | *     | *     | *     | *     | *     | 1     | 1     | 2    |

## Deelname
In totaal deden 364 atleten mee in de waterpolo onderdelen van de Europese Spelen 2015.

### Mannentoernooi
| Wijze van kwalificatie                              | Landen                                                    |
| --------------------------------------------------- | --------------------------------------------------------- |
| Gastland                                            | Azerbeidzjan                                              |
| Europees kampioenschap waterpolo voor junioren 2013 | Montenegro Servië Italië Hongarije Kroatië Rusland Spanje |
| Kwalificatie Europese Spelen 2015 A                 | Griekenland Oekraïne                                      |
| Kwalificatie Europese Spelen 2015 B                 | Slovenië Turkije                                          |
| Kwalificatie Europese Spelen 2015 C                 | Frankrijk Roemenië                                        |
| Kwalificatie Europese Spelen 2015 D                 | Duitsland Malta                                           |
| Totaal                                              | 16                                                        |

### Vrouwentoernooi
| Wijze van kwalificatie                              | Landen                                                |
| --------------------------------------------------- | ----------------------------------------------------- |
| Europees kampioenschap waterpolo voor junioren 2013 | Griekenland Spanje Nederland Italië Hongarije Rusland |
| Kwalificatie Europese Spelen 2015 A                 | Frankrijk Groot-Brittannië                            |
| Kwalificatie Europese Spelen 2015 B                 | Slovenië Israël                                       |
| Kwalificatie Europese Spelen 2015 C                 | Duitsland Servië                                      |

## Medailles
| Onderdeel | Goud    | Goud    | Zilver | Zilver | Brons       | Brons       |
| --------- | ------- | ------- | ------ | ------ | ----------- | ----------- |
| Mannen    | Servië  | Servië  | Spanje | Spanje | Griekenland | Griekenland |
| Vrouwen   | Rusland | Rusland | Spanje | Spanje | Griekenland | Griekenland |

### Medailleklassement
| Plaats | Land        | Goud | Zilver | Brons | Totaal |
| 1      | Servië      | 1    | 0      | 0     | 1      |
| 1      | Rusland     | 1    | 0      | 0     | 1      |
| 3      | Spanje      | 0    | 2      | 0     | 2      |
| 4      | Griekenland | 0    | 0      | 2     | 2      |
| Totaal | Totaal      | 2    | 2      | 2     | 6      |